# ガリア戦記

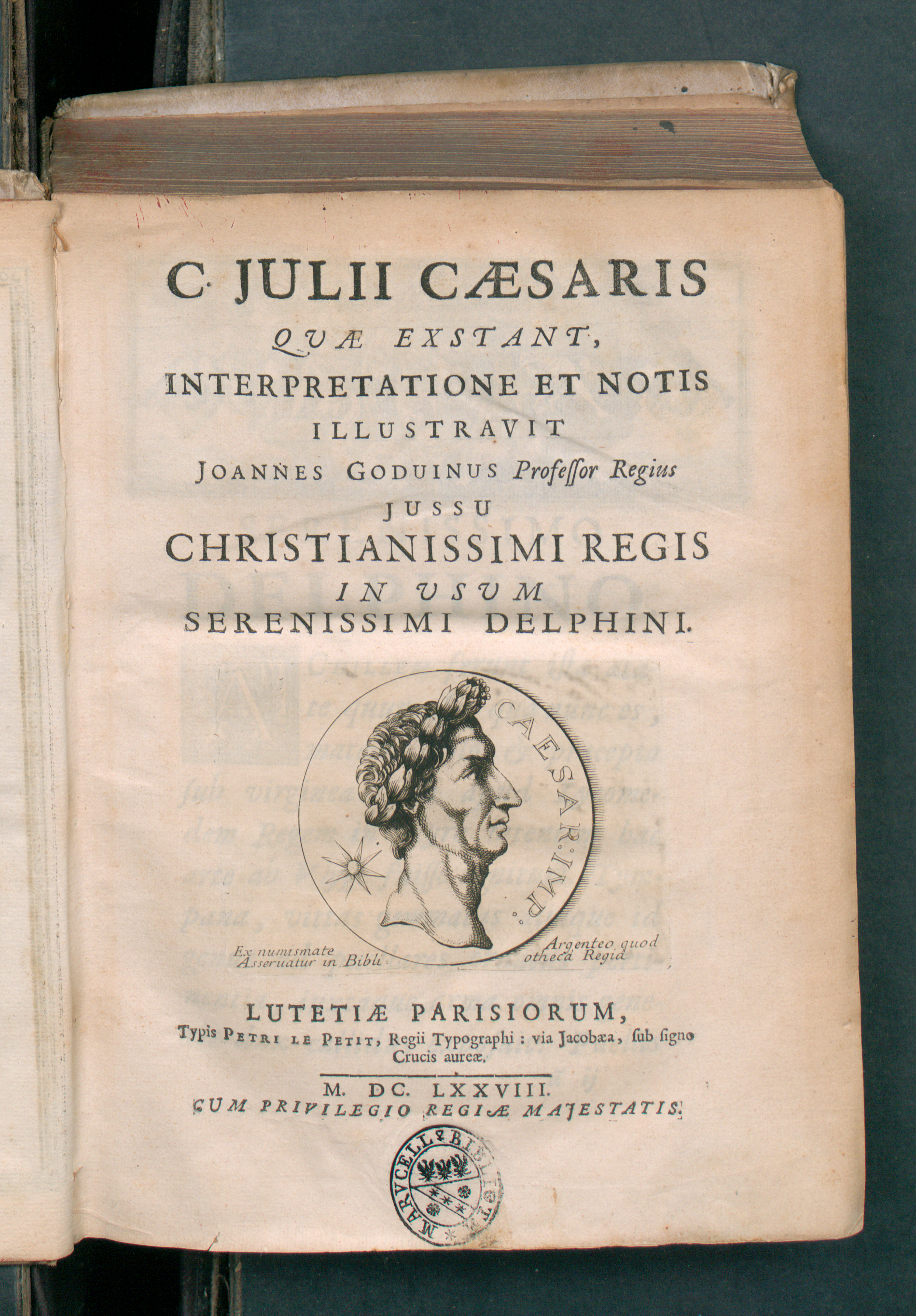
C. Iulii Caesaris quae extant, 1678

『ガリア戦記』（ガリアせんき、ラテン語: Commentarii de Bello Gallico）は、共和政ローマ期の政治家・軍人のガイウス・ユリウス・カエサルが自らの手で書き記した、「ガリア戦争」の遠征記録である。続篇として、ルビコン渡河以降の「ローマ内戦」を記録した『内乱記』がある。
指揮官カエサル自らが書いた本書は、もともとは元老院への戦況報告の体裁を取っていたと考えられ、文中において自己に言及するときは「カエサル」もしくは三人称で書かれていることが特徴である。また文中の所々にガリア人・ゲルマン人の風俗についての記述がある。

## タイトル
中世の写本などから、カエサルが刊行した当初の題名は、『ガイウス・ユリウス・カエサルの業績に関する覚書』(C.Iulii Caesaris Commentarii Rerum Gestarum) であり、今日では『ガリア戦記』と分離されている続篇『内乱記』とひとまとめの書物であったと推測される。後に便宜上、『ガリア戦記』の方を「～ de Bello Gallico」、『内乱記』の方を「～ de Bello Civili」等と区別・分離するようになっていった。ルネサンス以降の刊行における題名は『カエサルのガリア戦争に関する覚書』(Caesaris Commentarii de Bello Gallico) であり、さらに省略され今日流布している題名になった。

## 構成
本書は全8巻からなり、紀元前58年から同51年にかけて8年間にわたるガリア、ゲルマニア、ブリタンニアへの遠征について記述している。なお第8巻のみ、カエサルでは無く、元同僚のアウルス・ヒルティウスが執筆している。
第1巻（紀元前58年）ヘルウェティイ族との戦闘、アリオウィストゥス率いるゲルマニア人との戦い
スイスの山地に住んでいたヘルウェティイ族がガリアに移動を開始した。カエサルは移動中のヘルウェティイ族をアラル川の戦いで攻撃。これがガリア戦争の始まり。続いて、ガリアの所有権を主張するゲルマン人に、ウォセグスの戦いで勝利。
第2巻（紀元前57年）ガリア北東部（ベルガエ人たちの居住地）への遠征
ベルガエ（ベルギー）人が南隣のレミ族を攻撃。救援を求められ、カエサル軍はベルガエ人連合軍、およびもっとも強硬なネルウィイ族にサビス川の戦いで勝利。
第3巻（紀元前57年-56年）大西洋岸諸部族との戦争（山岳部族、アクィタニー人、北方部族との戦い）
ブルターニュのウェネティ族にモルビアン湾の海戦で勝利。プブリウス・リキニウス・クラッススの軍団がアクイタニア（ガリア南西部)を平定。
第4巻（紀元前55年）第一次ゲルマニア遠征、第一次ブリタンニア遠征
ゲルマン人がまたライン川を超えてきた。カエサルもライン川を渡りゲルマニアを攻撃。ブリタニアにも上陸。
第5巻（紀元前54年）第二次ブリタンニア遠征、ガリア遠征初の大敗
第二次遠征でブリタニアを朝貢国とした。ベルギーのエブロネス族が反乱し、サビヌス率いるローマの第14軍団が壊滅（アドゥアトゥカの戦い）。
第6巻（紀元前53年）第二次ゲルマニア遠征
ガリア人の反乱をゲルマン人が援助したため、第二次ゲルマニア遠征。主要な敵であるスエビ族が森まで後退したため、カエサルもガリアに撤退。前年の報復に、エブロネス族をほぼ絶滅。
第7巻（紀元前52年）ウェルキンゲトリクス率いるガリア人の大反攻
アウァリクム包囲戦、ゲルゴウィアの戦い、続くアレシア包囲戦で、ウェルキンゲトリクスは敗れて降伏。
第8巻（紀元前51年-50年）本巻のみアウルス・ヒルティウスの著
ベルギーのベッロヴァキ族に勝利。ガリア南西部のセノネス族とカドゥルキ族が籠城するウクセッロドゥヌムの戦いで、相手の水源を断って勝利。全ガリアを平定。

## 日本語訳
- 『ガリア戦記』 近山金次訳、岩波文庫※、改版2010年[1]
- 『ガリア戦記』 國原吉之助訳、講談社学術文庫※、1994年[2]
- 『新訳 ガリア戦記』 中倉玄喜訳・解説、PHP研究所、2008年。同・普及版（新書判、上・下）※、2013年。PHP文庫※、2024年
- 『ガリア戦記』 石垣憲一ほか訳、解説青柳正規、平凡社ライブラリー※、2009年
- 『カエサル戦記集 ガリア戦記』 高橋宏幸訳・注解、岩波書店、2015年

※は電子書籍も刊